# Primolius
A Primolius a madarak osztályának papagájalakúak (Psittaciformes) rendjébe a papagájfélék (Psittacidae) családjába és az araformák (Arinae) alcsaládjába tartozó nem.
Egyes rendszerbesorolások az Ara nembe sorolják az ide tartozó fajokat.

## Rendszerezés
A nembe az alábbi 3 faj tartozik:
- Sárganyakú ara (Primolius auricollis)
- Kékfejű ara (Primolius couloni)
- Maracana-ara (Primolius maracana)